# Seufzerwäldchen
Das Seufzerwäldchen war ein Ausflugsort in Gleiwitz. Die Grünanlage Seufzerwäldchen befand sich im Hüttenviertel im Osten von Gleiwitz, südlich des Hüttenfriedhofs und der Gleiwitzer Hütte.

## Geschichte
Das Seufzerwäldchen wurde spätestens im 19. Jahrhundert zu einem Ausflugsort. Das Seufzerwäldchen zog sich südlich des Oberwerksgrabens lang. An dessen Ufer verlief ein Promenadenweg. Im Seufzerwäldchen hatte der Oberwerksgraben ein Überfallwehr an dem der Hüttenstichkanal begann und der daraufhin durch den Park verlief.
In der Mitte des Seufzerwäldchens befand sich westlich des Hüttenstichkanals das Restaurant „Zum Seufzerwäldchen“ mit Biergarten. Darüber hinaus gab es einen Musikpavillon. Einen besonderen Charakter gaben der Umgebung des Säufzerwäldchens seine vielen Mehlbeerbäume und Zürgelbäume.
In den 1920ern oder 1930ern wurde der Oberwerksgraben zugeschüttet und die Bäume des Seufzerwäldchens gefällt. Später wurde die Gegend durch eine Siedlung bebaut.